# Tsukihime: A piece of blue glass moon
Tsukihime: A piece of blue glass moon (月姫 -A piece of blue glass moon-?) è una visual novel giapponese, scritta da Kinoko Nasu, prodotta da Type-Moon, remake di Tsukihime. È stata annunciata il 31 dicembre 2020 ed è uscita il 26 agosto 2021. Una localizzazione occidentale è prevista per il 2024, anche per Microsoft Windows.